# Boarnsterhim
Boarnsterhim (Boornsterhem en neerlandès) és un antic municipi de la província de Frísia, al nord dels Països Baixos. L'1 de gener de 2007 tenia 19.330 habitants repartits per una superfície de 168,59 km² (dels quals 16,72 km² corresponen a aigua). Fou creat l'1 de gener de 1984 de la unió dels antics municipis d'Idaarderadeel, Rauwerderhem i gran part d'Utingeradeel. Va desaparèixer l'1 de gener de 2014 i el seu territori fou repartit entre els municipis de Leeuwarden, Heerenveen, Súdwest-Fryslân i De Friese Meren.
Limitava al nord amb Ljouwert, Tietjerksteradeel i Smallingerland, al sud amb Wymbritseradeel, Sneek, Skarsterlân i Heerenveen, a l'est amb Opsterland i a l'oest amb Littenseradeel.

## Nuclis de població
Font: Gemeentegids Boarnsterhim 2007-2008

## Evolució de la població
| 1990   | 1995   | 2000   | 2001   | 2002   | 2003   | 2004   | 2006   |
| ------ | ------ | ------ | ------ | ------ | ------ | ------ | ------ |
| 17.710 | 17.847 | 18.268 | 18.591 | 18.736 | 18.989 | 19.118 | 19.304 |

## Administració
El consistori actual, després de les eleccions municipals de 2007, és dirigit per la socialista Ella Schadd-de Boer. El consistori municipal consta de 17 membres, compost per:
- Partit del Treball, (PvdA) 7 escons
- Partit Nacional Frisó, (FNP) 3 escons
- Crida Demòcrata Cristiana, (CDA) 3 escons
- Gemeentebelangen 2000, 2 escons
- Partit Popular per la Llibertat i la Democràcia, (VVD) 2 escons

## Galeria d'imatges

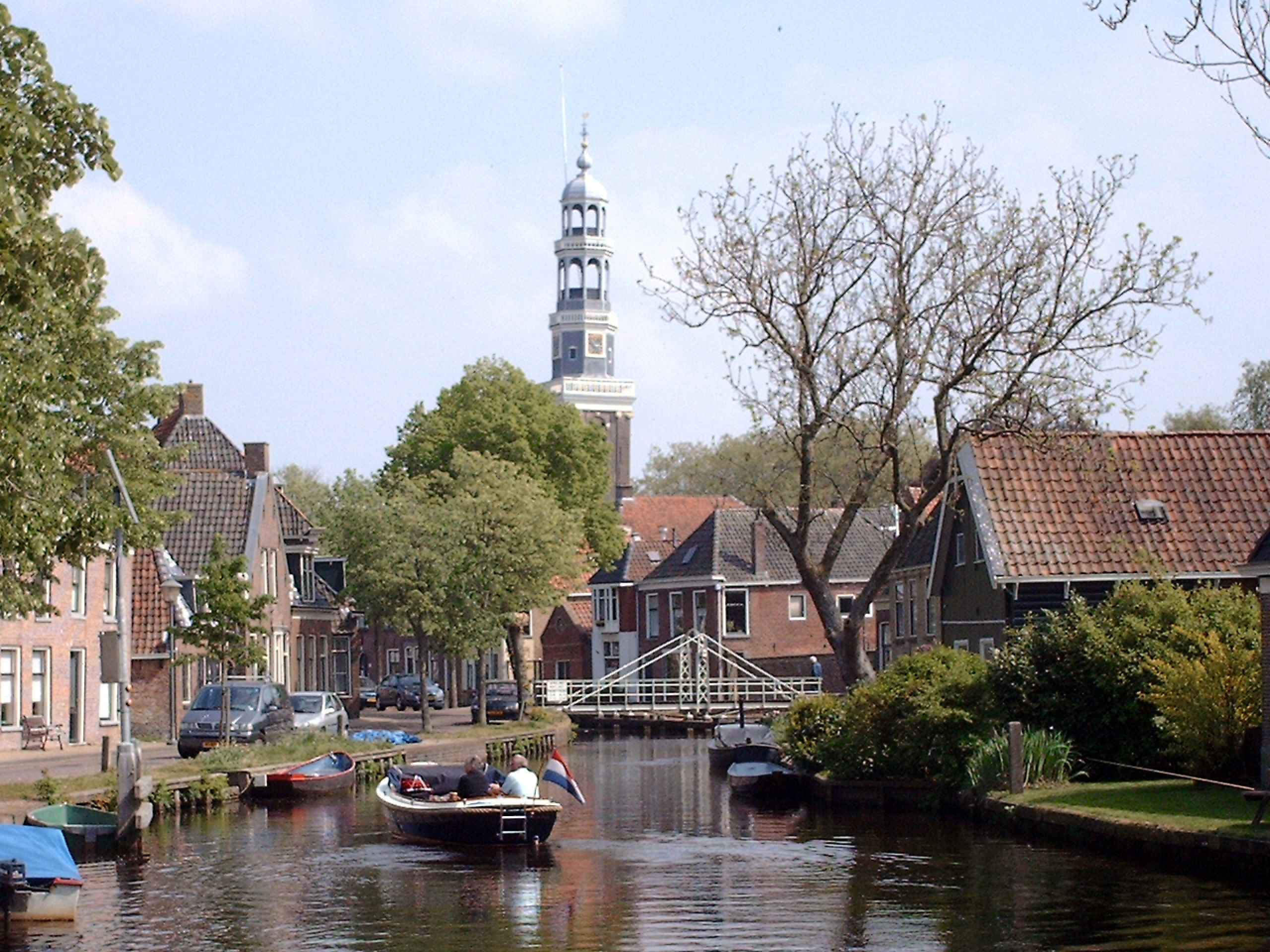
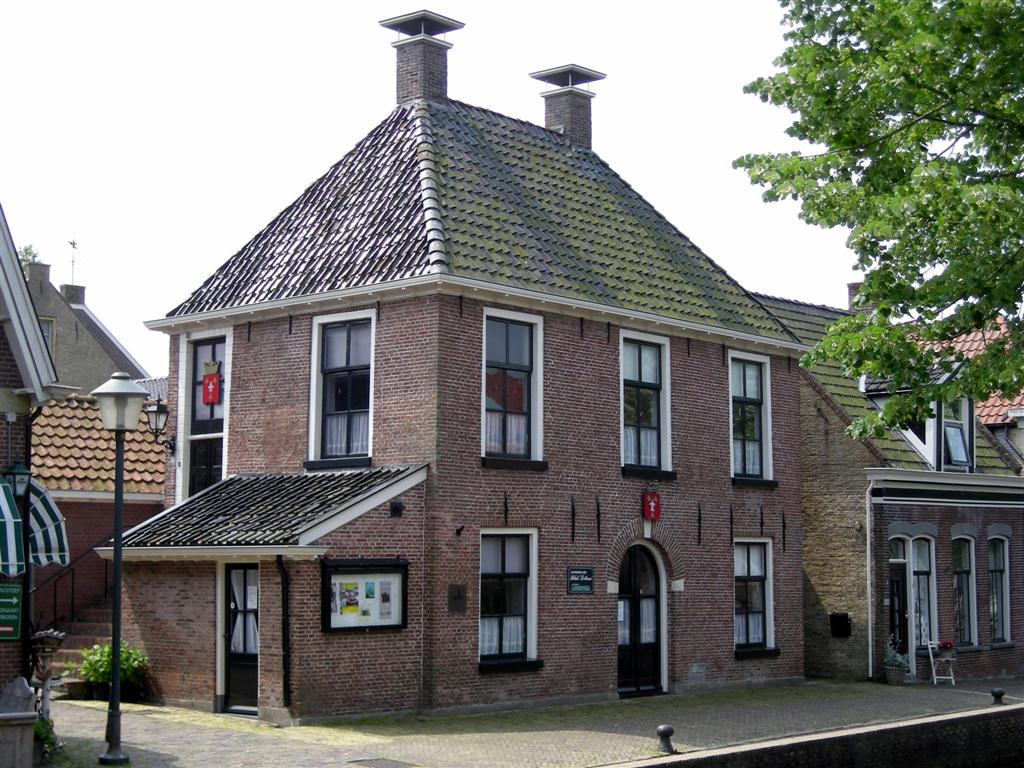
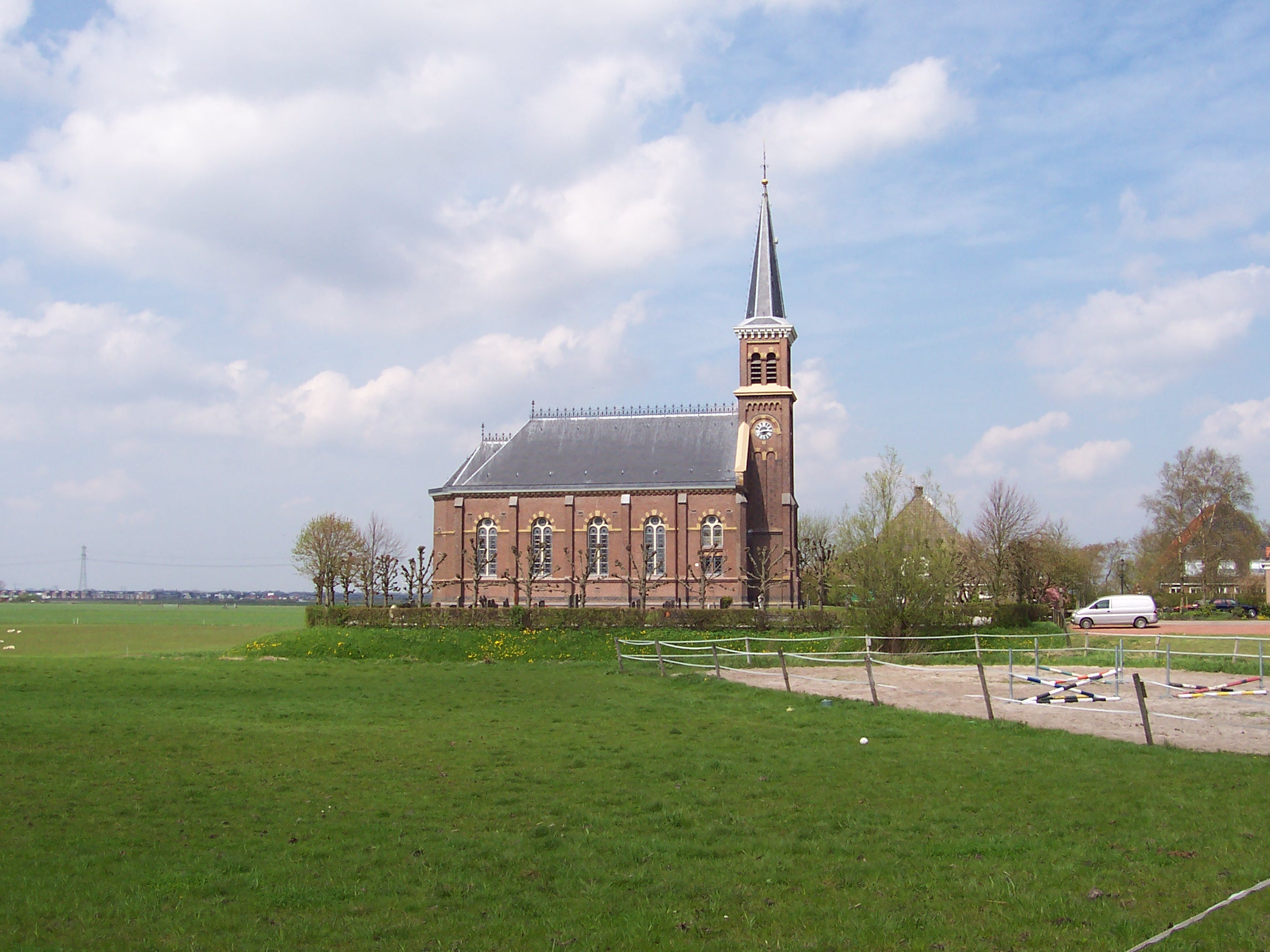
Església de Wastiens
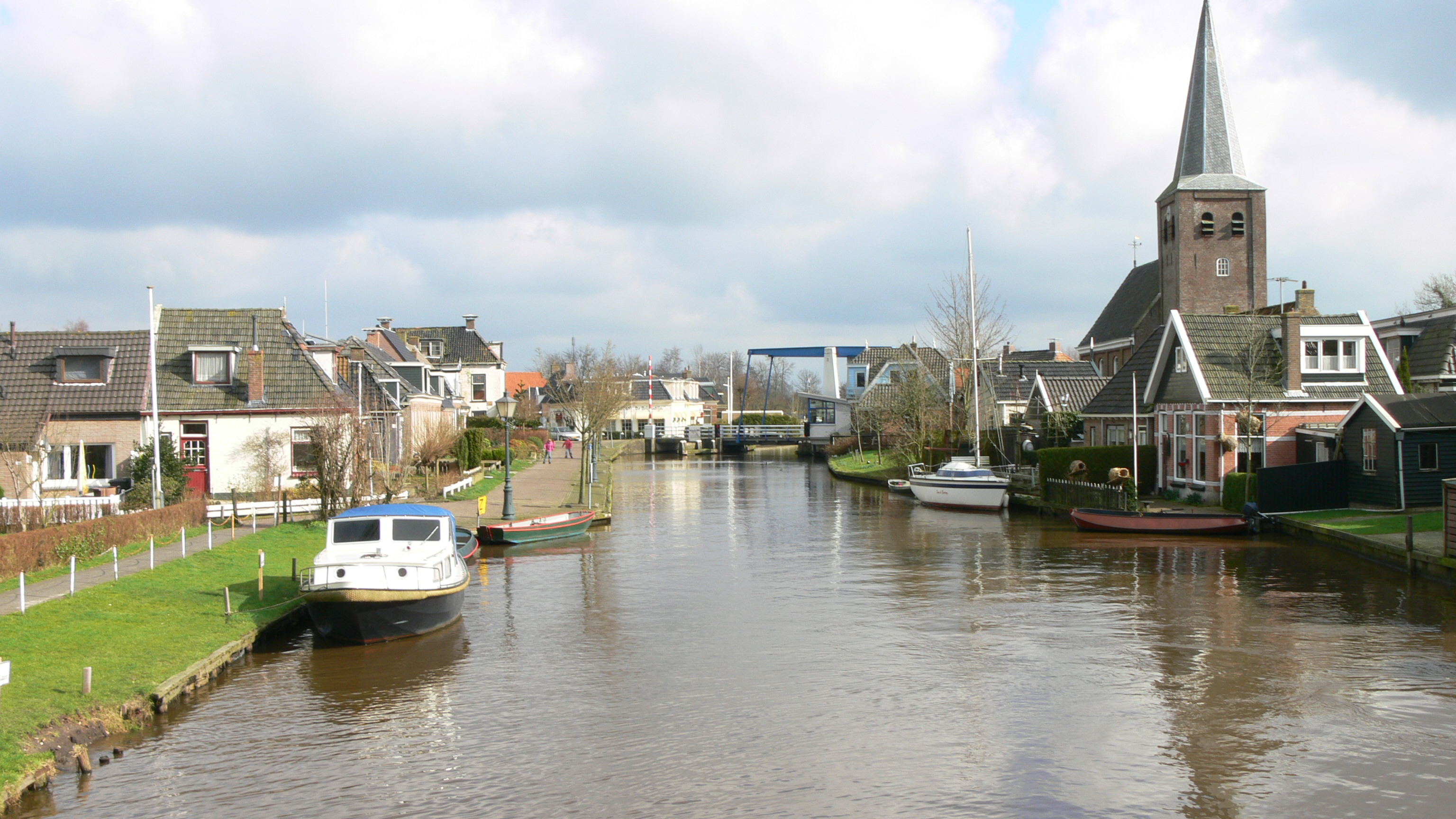
Warten